# Снъг
Снъг (на английски: Snug) е град в Югоизточна Тасмания, Австралия.
Разположен е на брега на острова, на 30 km южно от Хобарт. Възниква в средата на 19 век, като започва да се развива по-бързо след Първата световна война, когато е основана фабрика за производство на калциев карбид. Населението на града е 881 души (2016 г.).